# عمانی‌ها
عمانی‌ها (به عربی: الشعب العمانی) اتباع سلطنت عمان هستند که در سواحل جنوب شرقی شبه جزیره عربستان واقع شده اند. عمانی‌ها در سرزمینی که اکنون عمان نامیده می‌شود، ساکن شده‌اند. در قرن هجدهم، اتحاد تجار و حاکمان مسقط (پایتخت عمان) را به بندر پیشرو خلیج فارس تبدیل کرد. مردم عمان از نظر قومی متنوع هستند. جمعیت شهروند عمان از گروه های قومی مختلف تشکیل شده است. اکثریت جمعیت را اعراب تشکیل می‌دهند که بسیاری از این اعراب سواحیلی زبان هستند و از سواحل سواحیلی به ویژه زنگبار بازگشته اند.
همچنین قومیت‌های بلوچ(بلوچ های عمان)، لر، فارس و مهری نیز در عمان وجود دارند. عمانی‌هایی از جنوب آسیا مانند لواتی‌ها و دیگران نیز وجود دارند. علاوه بر این، در ظفار، سور و مسقط، آفریقایی-عمانی ها را می توان یافت. آنها نوادگان بردگانی هستند که قرن ها پیش از آفریقا آورده شده اند. شهروندان عمانی اکثریت کل جمعیت عمان را تشکیل می‌دهند. بیش از یک و نیم میلیون عمانی دیگر در مناطق دیگر خاورمیانه و سواحل سواحیلی زندگی می کنند. 

## تاریخ
حضور عمانی‌ها در سواحل سواحیلی از زمان سلسله نبهانی قابل ردیابی است. در اواخر قرن هفدهم، پس از اینکه سیف بن سلطان، امام عمان، پرتغالی‌ها را در مومباسا، در کنیا کنونی، شکست داد، زنگبار بخشی از دارایی های خارج از کشور عمان شد. 

بخش هایی از آفریقا و آسیا بخشی از عمان شد

تعداد زیادی از عمانی‌ها در سواحل سواحیلی ساکن شدند - به ویژه پس از سال ۱۸۳۲، زمانی که سلطان عمان سعید بن سلطان دربار خود را به زنگبار منتقل کرد. برای عمانی ها، این منطقه به سرزمین فرصت‌های اقتصادی تبدیل شد. عمانی‌هایی که به سواحل سواحیلی مهاجرت کردند، چشم به زندگی بهتری داشتند. جامعه عمانی در سواحل سواحیلی رشد کرد و از نظر مالی موفق شد. پس از وقوع انقلابی در زنگبار در سال ۱۹۶۴، عمانی‌ها حرکت به زنگبار را متوقف کردند. نوادگان عمانی، سلطان زنگبار، سلطان جمشید بن عبدالله سرنگون شد و هزاران عمانی و بسیاری دیگر از اعراب کشته شدند. بلافاصله پس از انقلاب، بسیاری از مردم عمانی برای اجتناب از آزار و اذیت از زنگبار گریختند و به وطن اجدادی خود در عمان بازگشتند، اما برخی دیگر ترجیح دادند در ساحل سواحیلی بمانند. گوادر، منطقه ای از بلوچستان در پاکستان، برای بیش از یک قرن مستعمره عمان بود و در دهه ۱۹۶۰، پاکستان این سرزمین را به دست آورد. از این رو، بسیاری از مردم این منطقه عمانی هستند.

## عمانی‌های معروف

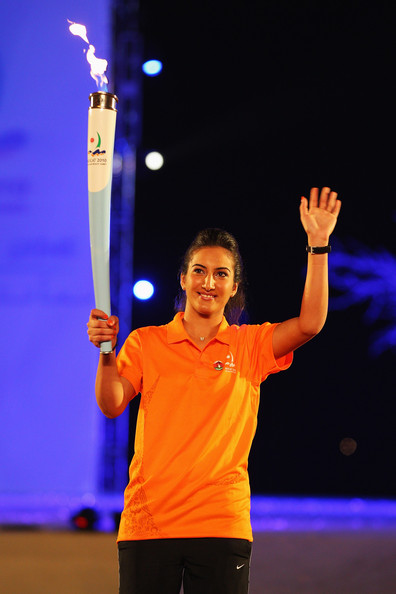
فاطمه النبهانی تنیس‌باز عمانی

- قابوس بن سعید السعید ، سلطان عمان از سال ۱۹۷۰ تا ۲۰۲۰.
- محمد الرومهی ، وزیر نفت و گاز عمان.
- حیفا الخیفی، مدیر عامل موقت - توسعه انرژی عمان SAOC و مدیر مالی - توسعه نفت عمان LLC.
- احمد الحارتی، برترین راننده مسابقات اتومبیل‌رانی عمان و یک ورزشکار برجسته بین المللی.
- سمیرا بنت محمد الموسی، سفیر و نماینده دائم عمان در یونسکو.
- علی الحبسی، فوتبالیست عمان و ردینگ اف سی
- احمد بن حمد الخلیلی، مفتی اعظم عمان.
- محمد البروانی، میلیاردر و ثروتمندترین مرد عمان.
- مدیحه بنت احمد بن نصیر الشیبانیه، وزیر آموزش و پرورش عمان.
- یوسف بن علوی بن عبدالله، وزارت امور خارجه.
- راویه سعود البوسعیدی، وزیر آموزش عالی.
- سلطان بن محمد النعمانی، وزیر سلطنت.
- احمد الحراسی، دانشمند عمانی و استاد شیمی آلی در دانشگاه نیزوا است.
- جوخا الحرثی، نویسنده عمانی

## مراجع و یادداشت ها
1. ↑  "Monthly Statistical Bulletin: October ۲۰۱۹" (PDF). www.ncsi.gov.om. Archived from the original (PDF) on 21 اكتبر 2019. Retrieved 21 October 2019. {{cite web}}: Check date values in: |archive-date= (help)
2. ↑  "Oman's players of Pakistan origin caught in visa mix-up". 25 February 2016.
3. ↑  {{https://books.google.com.ua/books?id=MKzlyho2KQkC&pg=PA15&lpg=PA15&dq=slaves+in+sur+and+dhofar&source=bl&ots=HRqBJkWHe3&sig=MF1qpR5oNm7pINuIDxaD3zqj9Ts&hl=en&sa=X&ved=2ahUKEwiin62tg-ffAhXlkIsKHdakAF8Q6AEwBXoECAMQAQ#v=onepage&q=slaves%20in%20sur%20and%20dhofar&f=false}}
4. ↑  "The Omani Ascendancy". britannica.com/. Retrieved 29 January 2015.
5. ↑  "Regime Banishes Sultan". The New York Times. 1964-01-14.
6. ↑  "Arab legacy lingers as Pakistan's Gwadar grows from tiny fishing town into port city | Arab News".